# دهستان شجاع
دهستان شجاع یکی از دهستان‌های استان آذربایجان شرقی است که در بخش مرکزی شهرستان جلفا واقع شده‌است.